# Мельник Микола Григорович
Мельник Микола Григорович (нар. 14 травня 1953 р. в с. Казавчин Гайворонського району Кіровоградської області) — український правник, полковник у відставці, кандидат юридичних наук, доцент, Заслужений юрист України, член Вищої кваліфікаційної комісії суддів України.

## Життєвий шлях
Входження у трудове життя розпочалося в 1972 р.: працював помічником машиніста тепловоза в локомотивному депо м. Бельці Одесько-Кишинівської залізниці. Звідси був призваний до лав Збройних Сил СРСР. Службу проходив в Одеському військовому окрузі. Звільнений у запас у званні старший сержант.
З 1974 по 1980 рр. у Шевченківському районному відділі внутрішніх справ м. Києва обіймав посади міліціонера, старшого інспектора з паспортної роботи, начальника паспортного стола.
У 1986 р. закінчив Київську вищу школу МВС імені Ф. Е. Дзержинського. Захистивши дисертацію Адміністративна відповідальність за порушення правил паспортної системи, отримав вчене звання кандидата юридичних наук. У названому навчальному закладі працював викладачем, старшим викладачем, доцентом кафедри організації роботи щодо запобігання і розкриття злочинів, а також ученим секретарем НДІ МВС України.
Тривалий час займався викладацькою діяльністю в Українській академії Міністерства внутрішніх справ імені Ф. Е. Дзержинського, в Державному управлінні справами Адміністрації Президента.
У січні 1996 р. звільнений з органів внутрішніх справ за станом здоров'я.
З 1996 по 1997 рр. — заступник генерального директора українсько-німецького спільного товариства Агроінвест. 
У березні 2000 р. обійняв посаду доцента кафедри цивільно-правових дисциплін Академії державної податкової служби України.
З травня 2002 р. і дотепер працює помічником-консультантом народного депутата України.
Микола Григорович підготував 2 індивідуальні монографії, 20 наукових статей.
Нагороджений цінним подарунком Голови Верховної Ради України.
Одружений. Має доньку.